# Charles Piot (entrepreneur)
‌‌
Charles Piot est un industriel français, né le 13 avril 1904 à Grenoble et décédé le 15 février 1980 à Grenoble.
Il est le fondateur de la société Piot Pneus.

## Biographie

### Chef d'entreprise
Charles Piot ouvre un magasin de vulcanisation avec deux associés en 1924 à Grenoble.
Seul à sa tête un an plus tard il la rebaptise alors Piot Pneus et devient par la suite le premier distributeur national de pneumatiques.
En 1990 sa société est rachetée par Michelin qui donnera naissance au réseau Euromaster en 1994.

### La reconstruction de Pennes-le-Sec
En 1946, Charles Piot, se lance dans un nouveau projet avec la reconstruction totale de la commune de Pennes-le-Sec (Drôme).
Il rachète les terres parcelle par parcelle, puis y installe le siège social de sa société.
Par la suite, il rouvre l’école avant de restaurer l’auberge ainsi que le temple protestant, avant de faire construire une salle des fêtes et une chapelle catholique.
Petit à petit il devient le seul propriétaire du village qui est alors une commune à part entière en 1951.

### Parcours politique
Après avoir été maire de Pennes-le-Sec à partir de 1951, Charles Piot est également maire de la ville d'Eybens de 1959 à 1974. Il a également été nommé consul des Pays-Bas par la reine des Pays-Bas. Le drapeau de ce pays flottait alors sur la façade de sa maison située dans Grenoble.